# Štěpán Flagar
Štěpán Flagar (* 1995 in Tísek) ist ein tschechischer Jazzmusiker (Sopran- und Tenorsaxophon, auch Klarinette, Komposition).

## Leben und Wirken
Flagar zog 2014 nach Österreich, wo er an der Anton Bruckner Privatuniversität Linz (und als Erasmus-Student 2017 in Hamburg) studierte; nach dem Bachelor (2019) schloss sich bis 2022 ein Master-Studium in Linz an. 2019 wurde Flagar von Český rozhlas als tschechisches Mitglied des Euroradio Jazz Orchestra unter der Leitung von Christoph Cech ausgewählt.
Seit dem Studienabschluss arbeitet Flagar von Wien aus. Er gründete sein eigenes Štěpán Flagar Quartet (mit dem Gitarristen Christopher Pawluk, Georg Vogel am Synthesizer und Matheus Jardim am Schlagzeug). Mit Peter Herbert und András Dés bildete er das Trio Flagar/Herbert/Des und mit Martin Eberle und dem Bassisten Tobias Vedovelli das Trio Haezz, das durch sein gleichnamiges Album (2024) bekannt und als neues „All-Star-Trio des österreichischen Jazz“ bezeichnet wurde.
Zudem gehört Flager zum Quartett Purple is the Color (mit Simon Raab, Martin Kocián und Michał Wierzgoń), mit dem seit 2017 mehrere Tonträger entstanden, und zum Quintett hub5 mit Robert Schröck (Hidden Traces, 2020). Weiterhin arbeitete er in den Gruppen von Ralph Mothwurf, Christoph Cech, Lorenz Raab und Mahan Mirarab. Er trat in vielen europäischen Ländern, aber auch in Indien oder auf den Malediven auf. Als Komponist schrieb er sein Saxophone Concerto no.1, das er 2022 mit dem Sinfonieorchester der Bruckner-Universität aufführte.
Zudem lehrt Flagar als Dozent am Vienna Music Institute.

## Preise und Auszeichnungen
Flagar gewann mit dem von ihm gegründeten Ostrich Quartet den tschechischen Wettbewerb Jazz Fruit 2014 und war Finalist bei der European Jazz Competition 2015. Er erhielt in der Folge zahlreiche Auszeichnungen (Anděl 2017, Krokus Jazz Festiwal '14 '15 '16 '21, Central European Jazz Competition 2018, Central European Jazz Showcase 2021, NASOM).